# Гозо Шиода
Гозо Шиода (9 септември 1915–17 юли 1994), е японски учител по айкидо и основател на стила Йошинкан.

## Биография
Гозо Шиода е роден на 9 септември 1915 г. в Токио, Йоцуя
1932	Започва обучение при Морихей Уешиба

1941	Завършва университет. Заема административна позиция по време на Втората световна война, служи в Китай, Тайван и Борнео.

1946	Завръща се в Япония

1950	Започва да преподава айкидо

1954	Печели голямата награда за най-добра демнострация

1955	Основава Айкидо Йошинкан

1957	Създава програмата Сеншусей за Токийската градска полиция.

1961	Получава 9-и дан от Морихей Уешиба.

1983	Получава степен Ханши от Международната будо федерация

1985	Получава 10-и дан от Международната будо федерация

1988	Международната будо федерация му признава живот в служба на айкидо

1990	Основава Международната Йошинкан айкидо федерация.

1990	Основава Международната сеншусей програма за подготовка на инструктори

Почива на 17 юли 1994 г.